# Sängerschaft Hohentübingen
Die Sängerschaft Hohentübingen ist eine Studentenverbindung an der Eberhard Karls Universität Tübingen.

## Historisches

### Vorgängerorganisationen

#### Sängerschaft Zollern zu Tübingen
Die Anfänge der ursprünglich nicht farbentragenden Verbindung Zollern gehen auf das Winterhalbjahr 1878/79 zurück. Im Sommersemester des Jahres 1879 wurden Satzungen beschlossen, der Name Zollern angenommen und das Gründungsdatum auf den 29. Juni 1879 festgelegt.
Die Bezeichnung „Gesellschaft“ wurde 1881 dann in „Verbindung“ geändert, außerdem wählte man zu der Zeit auch ein eigenes Wappen mit dem Wahlspruch „Concordia, Libertas, Honor“.
Während des Ersten Weltkriegs ruhte in Tübingen der aktive Betrieb der Sängerschaft. Von 180 Zollern standen 154 unter Waffen, 31 davon fielen. Kurz nach dem Weltkrieg änderte man die Bezeichnung Verbindung in Sängerschaft und erwarb ein eigenes Haus in Tübingen, das so genannte Ballhaus (heute Gastwirtschaft Wurstküche in der Tübinger Altstadt). Im Jahr 1929 wurde das Ballhaus für die größer gewordene Zahl der Mitglieder zu klein, deshalb erwarb man die imposante Sommervilla von Herzog Philipp Albrecht von Württemberg, heute: Deutsch-Französisches Kulturinstitut von Tübingen.
1935 fand eine Verschmelzung mit der Hohenheimer Cheruskia statt. Nach der Auflösung der Deutschen Sängerschaft am 20. Oktober 1935 wurde im November 1935 der Korporationsbetrieb der Aktivitas eingestellt. An die Stelle der aktiven Verbindung trat der die Alten Herren und ehemaligen Aktiven umfassende Bund Alter Zollern.

#### Sängerschaft Wettina Freiburg
Am 1. Juli 1910 gründeten neun Burschen aus fünf Sängerschaften, beim Stammtisch der Weimarer CCer, die Sängerschaft Wettina Freiburg. Man ging ein Paukverhältnis ein mit der Turnerschaft Markomannia-Albertia. Im Ersten Weltkrieg fielen 14 Wettiner, im Jahr 1919 wird das Korporationsleben wieder aufgenommen. Im Jahr 1923 betrug die Mitgliederzahl 98 Männer.
Die Bestimmungsmensur wurde 1932 eingeführt. Man bezog 1934 ein Mietshaus in der Schöneckstraße 8.
Am 22. März 1936 löst sich die Wettina selbst auf, bei einem Mitgliederstand von 133 Männern.
Im Zweiten Weltkrieg fielen nochmal 22 Wettiner.
1951 beschloss man bei einem Treffen in Hattenheim mit anderen Sängerschaften einen neuen lebensfähigen Bund zu gründen, Mitgliederzahl war damals 72 mit 18 Mitgliedern in der Ostzone. Der Altherrenverband der Wettina blieb bestehen. Der Bund hat sich selbst 1985 aufgelöst.

#### Sängerschaft Fridericiana Halle
Der Hallenser AGV (Akademischer Gesangverein), der als Vorläufer der Fridericiana angesehen werden kann, wurde bereits 1825 gegründet. Seit dem 27. April 1866 wird der Name Fridericiana geführt. Im Jahr 1868 fand das erste Konzert statt. Von da an fand in jedem Jahr mindestens ein großes öffentliches Konzert statt. Im Jahr 1870 nahmen 14 Mitglieder am Deutsch-Französischen Krieg teil.
Vier Aktive und neun Inaktive traten im Jahr 1874 aus und gründen die Askania (SV). Aus dieser entstand später durch Abspaltung 1889 die Sängerschaft Salia Halle. Diese fusionierte nach 1945 mit Hohenstaufen Marburg zur Sängerschaft Hasso-Salia Marburg. Diese schloss sich 1999 wieder der Fridericiana an.
1896 führt man die dreifarbige Mützen und Bänder ein, mit den Farben blau-weiß-blau.
Das Café Barbarossa am Jägerplatz 14 wurde 1899 gekauft und in ein Verbindungshaus umgebaut.
Die Namensänderung in die Sängerschaft Fridericiana fand 1906 statt. Am Ersten Weltkrieg nahmen etwa 300 Mitglieder teil, davon fielen 59. Im Jahr 1926 fand das 60. Stiftungsfest statt mit einer Beteiligung von über 800 Personen. Die Gesamtstärke der Fridericiana beträgt etwa 700 Mitglieder. 1928 wurde die Bestimmungsmensur und die erste Fridericiana-Singwoche eingeführt.
Am 8. Februar 1936 wurde die Fridericiana aufgelöst. Während des Zweiten Weltkriegs geht das gesamte Inventar des Fridericianahauses verloren.
Im Jahr 1990 entstand der Plan des Altherrenverbandes in Halle wieder einen Aktivenbetrieb und das Fridericianahaus zu bekommen. Mit Unterstützung von Alten Herren der Sängerschaft Hohentübingen gelang nach Jahren das alte Haus zurückzubekommen. Im Jahr 1996 fand schließlich nach 60 Jahren wieder ein Stiftungsfest im Fridericianahaus statt.

### Sängerschaft Hohentübingen zu Tübingen
Die Sängerschaft Zollern zu Tübingen wurde während des Dritten Reiches „offiziell“ aufgelöst. Im Jahr 1949 trafen sich die „Zollern“ zum 70. Stiftungsfest und kamen auf die Idee, eine neue Sängerschaft zu gründen. Kurz nach dem Krieg waren die „Zollern“ finanziell sehr angeschlagen, das ehemalige Verbindungshaus stand nicht mehr zur Verfügung und viele Mitglieder waren entweder gefallen oder lebten in der Ostzone.
Man hatte nicht mehr genug Mitglieder und finanzielle Mittel um eine neue Sängerschaft zu gründen. Aus diesem Grund schlossen sich Mitglieder aus den Sängerschaften Fridericiana Halle, Wettina Freiburg und Zollern zu Tübingen zusammen, um eine Fusion einzugehen.
Die Namenswahl war nicht einfach, da keine der Gründungssängerschaften bevorzugt werden sollte. Man benannte sich nach dem Schloss Hohentübingen. Die erste Aktivitas bestand aus drei Stützburschen von der Sängerschaft Holsatia Hamburg. Die ersten Veranstaltungen fanden noch im Hotel König statt. Im Jahr 1953 wurde schließlich ein Haus für 60.000 DM gekauft und nach längeren Umbauarbeiten im Sommersemester 1954 bezogen. Zu diesem Zeitpunkt hatte die Sängerschaft Hohentübingen 48 Mitglieder, im Jahr 1957 bereits über 100.
Im Jahr 1963 wurde der große Kneipsaal und die Terrasse angebaut, was dem Haus seine heutige Gestalt verlieh.
Im Jahr 2000 musste der Aktivenbetrieb fast eingestellt werden, weil zu wenige junge Mitglieder beitraten. In den letzten Jahren ist jedoch wieder eine deutliche Zunahme an jungen Mitgliedern zu verzeichnen, die die Zahl der Aktiven auf über 30 Burschen und Füxe anhob.

## Selbstverständnis
Für eine Mitgliedschaft spielt es keine Rolle, welcher Nationalität, Partei, Religion oder Fakultät man angehört.
Aufgabe im Selbstverständnis der Sängerschaft Hohentübingen ist der intergenerationale, der interkulturelle sowie der internationale Austausch zwischen Akademikern und angehenden Akademikern. Zudem soll das Studium um musische Aspekte (Gesang, Chorauftritte) erweitert werden.
Die im Jahre 2015 gegründete gemeinnützige 'Studienstiftung Hohentübingen' hat sich zum Ziel gesetzt, Studenten und Doktoranden, vorzugsweise im Hochschulverbund Tübingen-Hohenheim, sowie Kunst, Kultur und traditionelles Brauchtum zu fördern.
Die Turnerschaft Hohenstaufia ist Waffenschutz gebender Bund der Sängerschaft Hohentübingen.

## Bekannte Mitglieder
- Walther Kühn (1892–1962), deutscher Politiker und Mitbegründer der FDP
- Hans Schadewaldt (1923–2009), deutscher Medizinhistoriker
- Wilhelm Bünger (1870–1937), deutscher Politiker und Jurist, Mitglied der DVP
- Ernst Sittig (1887–1955), deutscher Klassischer Philologe und Sprachwissenschaftler
- Adolf Theis (1933–2013), Rechtsanwalt und Unternehmer, Präsident der Universität Tübingen (1972–1995)